# پادانگ بسار
پادانگ بسار شهری مرزی واقع در ایالت پرلیس, مالزی است. این شهر در مرز مالزی با استان سونگلا در تایلند قرار دارد. پادانگ بسار با شهر کانگار، مرکز ایالت، حدود ۳۵ کیلومتر فاصله دارد.
پادانگ بسار به عنوان شهری مرزی با اجناس بدون مالیات معروف است و از این‌رو بسیاری از مالزیایی‌ها در ایام تعطیلات برای خرید به این‌جا روی می‌آورند.